# 陈立红
陈立红（1966年9月17日—）：笔名、网名有阿东陈、愤怒诗人等。河南省桐柏县人。中国当代著名诗人、评论家。是中国当代致力于文明复兴的代表诗人。

## 生平
1966年9月诞生于河南省桐柏县吴城镇朝城村。毕业于郑州大学中文系作家班。1985年开始发表诗歌作品，1990年加入河南省作家协会，2007年出席中国全国青年作家创作会议。为中外散文诗学会主席团委员，中国青少年广播网总编辑。曾在开封、郑州、北京从事编辑记者和出版发行工作多年，曾任“我们的文明”组委会信息部部长，“民族魂”网站执行主编。2006年1月22日在中华网论坛发表《中国要欢迎强盗来家杀人放火？——评袁伟时的历史观与研究》长文，批驳中山大学教授袁伟时在《中国青年报·冰点周刊》上发表的《现代化与历史教科书》，引起海内外论战，即“冰点事件”。出版有诗集《文明的呼唤》《现实的背影》等10多种，主要论文有《民族英雄与历史的前视点和后视点问题》《世界文明从冲突到融合的时空标度》《民族复兴与作家使命》《诗歌的语言、结构与文化定位》等40多篇。主编网上“鲁迅纪念馆”及“鸦片战争纪念馆”百余个。曾获《诗刊》《诗神》等颁发的优秀诗歌奖9次。2007年荣获第二届中国社会教育“银杏奖”特别贡献奖。

## 主要作品
《现实的背影》（诗集）2010，内蒙古人民出版社
《文明的呼唤》（诗集）2007，中国青年出版社
《永远的邓小平》（文集）2005，中央文献出版社
《永远的毛泽东》（文集）2003，中央文献出版社

## 代表诗作
- 《大手笔》（1988）
- 《农父》（1988）
- 《祖先》（1989）
- 《抽象的孩子》（1989）
- 《季节》（1990）
- 《诗歌精神》（1990）
- 《歌唱河流》（1990）
- 《柳叶茶》（1991）
- 《屈原今天自杀》（1994）
- 《良知》（2003）
- 《日出东方》（2007）
- 《千秋雪》（2008）
- 《流行音乐：四人六重奏》（2009）